# Gymnoscelis perpusilla
Gymnoscelis perpusilla là một loài bướm đêm trong họ Geometridae.